# Mompha epilobiella
Mompha epilobiella é uma espécie de mariposa do gênero Mompha pertencente à família Coleophoridae.